# Craig Rhos-y-felin

Karte der Preseli Hills

Craig Rhos-y-felin (auch Craig Rhosyfelin oder Pont Saeson rock outcrop genannt) ist ein Aufschluss nahe dem Fluss Afon Bryn Beran, auf der Nordseite der Preseli Hills, in Pembrokeshire in Wales, der aufgrund seines geologischen und geomorphologischen Interesses (Regionally important geological site) als Standort der Bluestones (blauer Dolerit) ausgewiesen wird. 
Einige Archäologen glauben, dass es sich hier um einen Steinbruch handelt, der zusammen mit Carn Meini Quarry Quelle jener Steine war, die in Stonehenge verwendet werden. Dies ist umstritten, da alle Merkmale am Standort, abgesehen von Hinweisen auf zeitweilige Nutzung über einen langen Zeitraum, natürlichen Ursprungs sind. Craig Rhos-y-felin soll 2011 zum ersten Mal Steinbruch gewesen sein. Die dazu 2015 zitierten Belege (von Brian John, Dyfed Elis-Gruffydd und John Downes) wurden bestritten.